# Rhipidura drownei
Rhipidura drownei là một loài chim trong họ Rhipiduridae.